# John E. Leonard
John Edwards Leonard, född 22 september 1845 i Chester County, Pennsylvania, död 15 mars 1878 i Havanna, var en amerikansk politiker (republikan). Han var ledamot av USA:s representanthus från 1877 fram till sin död.
Leonard efterträdde 1877 William B. Spencer som kongressledamot och avled följande år i ämbetet.